# Reprazent
Reprazent est un groupe de drum and bass britannique fondé par Roni Size en 1997.

## Histoire
Le groupe fondé par Roni Size gagne dès son premier album New Forms le Mercury Music Prize (1997) et entre dans les 1001 albums qu'il faut avoir écoutés dans sa vie. En 2000, pour leur deuxième album, il s'entoure de Rahzel, Zack de la Rocha (de Rage Against the Machine) et de Method Man. 

## Membres
1. Roni Size : programmation
2. DJ Die: programmation
3. DJ Suv: programmation
4. Krust : programmation
5. Onallee : voix
6. Clive Deamer : batterie
7. Dynamite MC : voix
8. Si John : basse, contrebasse
9. Rob Merrill : batterie
10. Yuval Gabay : batterie
11. D Product : synthétiseur
12. Jay Wilcox : claviers
13. Pete Josef : guitare

## Discographie
- New Forms (1997)
- In the Møde (2000)
- New Forms² (2008)